# Túpac Amaru II
(Túpac Amaru II prima di essere ucciso dagli Spagnoli.)
José Gabriel Condorcanqui, detto Túpac Amaru II (Tinta, 19 marzo 1738 – Cusco, 18 maggio 1781), è stato un rivoluzionario peruviano, capo di una rivolta indigena contro gli spagnoli del Perù coloniale. Più tardi, malgrado la sconfitta, divenne una figura leggendaria nella lotta per l'indipendenza del Perù e per i diritti dei popoli indigeni.

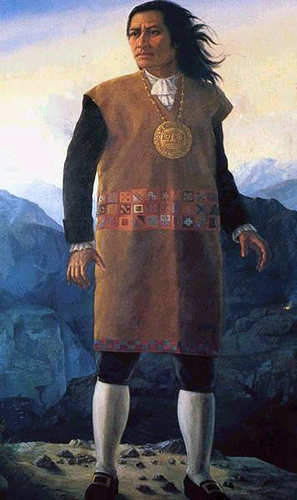
Ritratto di Túpac Amaru II.

Túpac Amaru II nacque col nome di José Gabriel Condorcanqui nella provincia di Cusco e ricevette la propria istruzione nella scuola gesuitica di San Francisco de Borja, anche se mantenne un forte senso di identificazione con la cultura indigena e la sua popolazione. Era un mestizo che sosteneva di essere un diretto discendente di Túpac Amaru, ultimo imperatore Inca. Gli fu attribuito il titolo di Marchese di Oropesa, grazie al quale ebbe un qualche ruolo politico nel sistema coloniale spagnolo. Tra il 1741 e 1780 Túpac Amaru II fece causa alla famiglia Betancur sul diritto di successione del marchesato di Oropesa ma infine perse la battaglia legale. Nel 1760 sposò Micaela Bastidas Puyucahua. Tupac Amaru II ereditò poi dal fratello maggiore il titolo di cacique su Tangasuca e Pampamarca, governando su queste città in nome del governatore spagnolo.
Nel 1781, al termine della ribellione da lui guidata, venne ucciso per squartamento sulla Plaza de Armas di Cusco.

## Biografia
José Gabriel Condorcanqui nacque a Tinta, nella Regione di Cusco, il 19 marzo 1738. Mestizo, figlio di Miguel Condorcanqui, spagnolo, e di Rosa Noguera, nobildonna quechua. In ragione della sua estrazione nobile venne educato dai gesuiti presso il Collegio San Francisco de Borja di Cusco. Condorcanqui parlava spagnolo, quechua e conosceva il latino. Sosteneva di discendere, per parte di sua nonna paterna, da Túpac Amaru, l'Inca di Vilcabamba giustiziato dagli spagnoli nel 1572 e difese tale pretesa in tribunale contro la famiglia Betancourt. Marchese di Oropesa, questo titolo gli consentiva di avere un certo peso politico sotto la dominazione spagnola. Nel 1760 si sposò con Micaela Bastidas Puyucahua di Abancay, nobildonna da cui ebbe tre figli: Hipólito, Mariano e Fernando.
Sei anni dopo il suo matrimonio fu nominato cacique dei territori ereditati dal padre e si stabilì a Cusco da cui viaggiava in continuazione per controllare il funzionamento delle sue terre e curare i suoi interessi di mercante e mulattiere.
Secondo alcuni storici assunse il nome di Túpac Amaru II per la sua risonanza messianica e l'esplicito riferimento al glorioso passato incaico.
Lui divenne noto per la sua opposizione al regime spagnolo e per il suo ruolo di guida nella rivolta degli indigeni contro l'oppressione coloniale. La sua leadership carismatica e la sua rivendicazione di discendenza reale lo resero un simbolo di resistenza e unità per gli indigeni e per i popoli oppressi della regione. La sua ribellione, che iniziò nel 1780, ebbe un impatto significativo sulla storia della lotta per l'indipendenza in America Latina, anche se fu soppressa brutalmente dalle autorità spagnole nel 1781 con la sua esecuzione pubblica.

### La rivolta
Nel XVIII secolo iniziò ad emergere un crescente malcontento tra la popolazione indigena del Perù coloniale. Per sopravvivere alla brutale soggiogazione, la popolazione indigena adottò sin dal principio una varietà di strategie e non furono mai passivi come sono stati invece dipinti da una certa letteratura. Per resistere, i nativi americani erano infatti costretti ad adattarsi alla dominazione spagnola. Trovarono comunque dei modi per imporre i loro interessi. Dopo la conquista, la corona spagnola assunse il controllo di tutte le terre indigene del defunto impero inca. Queste terre venivano concesse in usufrutto alle comunità indigene familiari, in cambio del pagamento di tributi e di giornate di lavoro a beneficio degli spagnoli. Questo sistema divenne la base per una lunga e duratura alleanza tra lo stato coloniale e le comunità indigene. Gli ufficiali della corona, come ad esempio i corregidores de indios, furono incaricati di proteggere gli indigeni dall'abuso ad opera dei colonizzatori spagnoli, in particolare dall'appropriazione indebita delle loro terre da parte dei grandi proprietari terrieri. Ciononostante, i colonizzatori e i loro alleati indigeni, i curaçás, spesso in collusione con i corregidores e i sacerdoti locali, trovarono dei modi per aggirare le leggi della corona e ottenere così il controllo delle terre e del lavoro dei nativi. Per fronteggiare lo sfruttamento e conservare i loro storici diritti sulla terra, diversi leader indigeni fecero ricorso al sistema legale. Tuttavia le cause in tribunale non sempre erano sufficienti e infatti la storia andina è costellata da innumerevoli ribellioni contadine.
Il numero di questi sollevamenti popolari aumentò drammaticamente nel XVIII secolo: furono cinque negli anni Quaranta, undici negli anni Cinquanta, venti negli anni Sessanta e Settanta. Le cause scatenanti erano largamente di natura economica. La terra divenne progressivamente insufficiente nelle comunità a causa dell'appropriazione indebita da parte degli spagnoli in un momento in cui la popolazione indigena era di nuovo in crescita, dopo il declino demografico del periodo successivo alla conquista. Allo stesso tempo, la classe contadina indigena accusò l'aumento del prelievo fiscale voluto dalla corona spagnola, parte del generale programma di riforma iniziato da Madrid nella seconda metà del diciottesimo secolo. Questo aumento delle tasse arrivò proprio quando l'élite dell'Altiplano (corregidores, preti, curacas e nobiltà indigena di ascendenza incaica) stava godendo i benefici effetti dell'espansione dell'economia interna. Secondo lo storico Nils P. Jacobsen, l'apparente stretta del giogo spagnolo sul Perù condusse al sovrasfruttamento dei contadini indigeni e pose le basi di decenni di ribellioni dell'Altiplano.
Il culmine di queste proteste si raggiunse nel 1780 quando José Gabriel Condorcanqui catturò e giustiziò vicino a Cusco un corregidor notoriamente violento e oppressore. Condorcanqui radunò un esercito di decine di migliaia di indigeni, assumendo il nome di Túpac Amaru II in riferimento all'ultimo Inca de Vilcabamba. Mescolando millenarismo andino ed elementi messianici, Túpac Amaru II prospettava alle masse dell'Altipiano la restaurazione del mitico Impero Inca. Fu catturato dalle forze realiste nel 1781, Condorcanqui fu processato e, come Túpac Amaru I, barbaramente giustiziato, insieme a numerosi familiari, nella Plaza de Armas di Cusco, come avvertimento per tutti i ribelli. Ma la ribellione continuò e si espanse perfino intorno alla regione del lago Titicaca sotto la leadership di suo fratello, Diego Cristóbal Túpac Amaru. Fu alla fine definitivamente repressa nel 1782.

## Nella cultura di massa

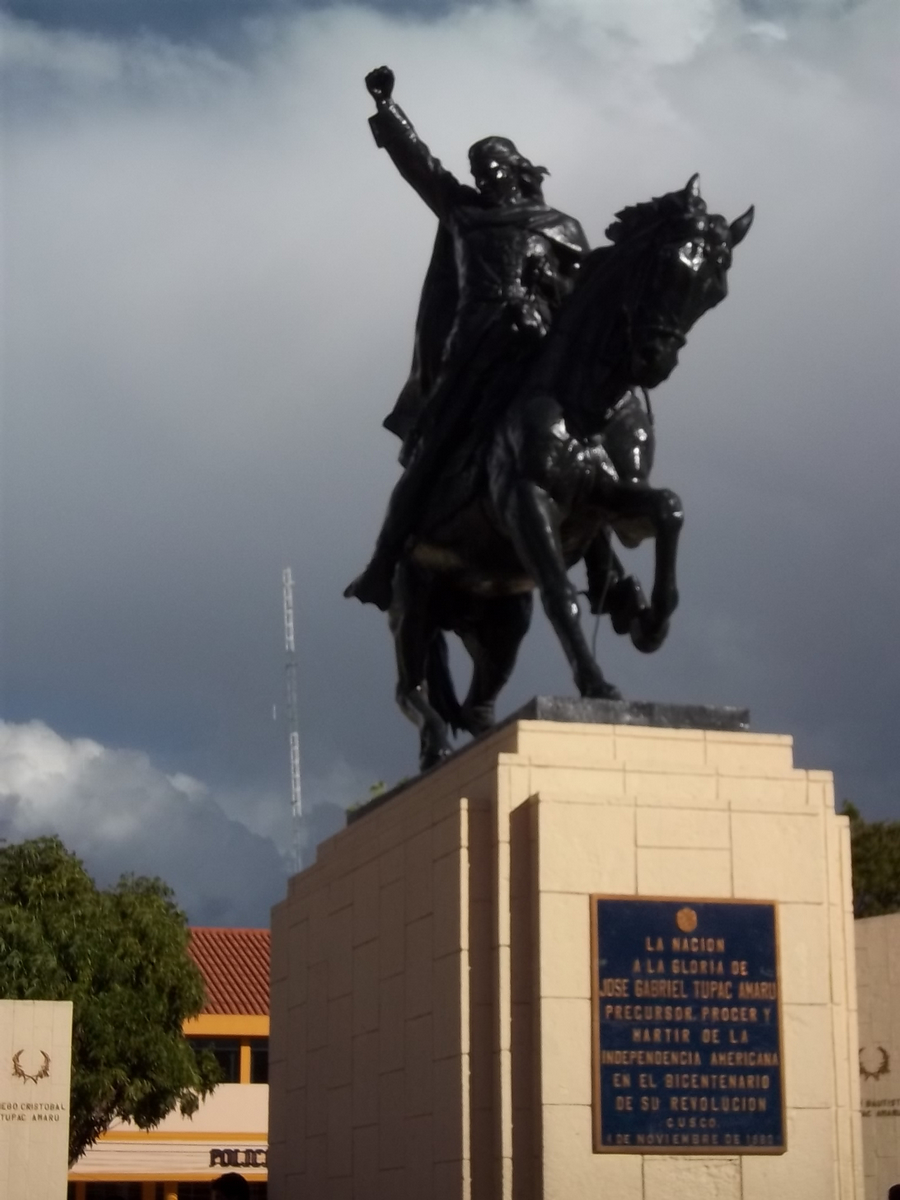
Monumento dedicato a Túpac Amaru II nella piazza omonima di Cusco.

### In Perù
- Durante la presidenza di Juan Velasco Alvarado (1968-1980), Túpac Amaru II fu scelto dalla dittatura militare come la figura che meglio potesse rappresentare gli ideali della Rivoluzione peruviana.
- Il Movimento Rivoluzionario Tupac Amaru (MRTA) è un gruppo marxista-leninista di guerriglieri peruviani che divenne noto per il coinvolgimento nella crisi dell'ambasciata giapponese a Lima.

### Nel mondo
- I Tupamaros (ufficialmente Movimiento de Liberación Nacional), è stato il nome informale di un gruppo di guerriglieri attivi in Uruguay negli anni Sessanta e Settanta del secolo scorso. Il nome è un esplicito tributo a Túpac Amaru II e ai suoi ideali.
- Il rapper statunitense Tupac Amaru Shakur (2Pac) è stato chiamato così in onore di Túpac Amaru II.[1]
- L'Operazione Tupac è un programma di supporto militare dei servizi segreti pakistani (ISI) ai ribelli del Kashmir contro la presenza indiana nella regione. Programma attivato nel 1988 con l'autorizzazione del presidente del Pakistan Zia-ul-Haq.